# Daimler Stahlradwagen
Daimler Stahlradwagen (с нем. — «автомобиль Даймлера со стальными колёсами») — прототип автомобиля, сконструированный немецкими инженерами Готлибом Даймлером и Вильгельмом Майбахом в 1889 году для демонстрации разработанных ими технических новшеств. Собран в 2-х экземплярах. Является одним из первых легковых транспортных средств в истории автомобилестроения с четырьмя колёсами и двигателем внутреннего сгорания, работающим на продуктах нефтепереработки. От моторизованной коляски Daimler Motorkutsche 1886 года данную модель отличает иная конструкция шасси и новый силовой агрегат. Кроме того, общая концепция и компоновка транспортного средства делает его более схожим с полноценными современными автомобилями. Патенты на первый в истории V-образный двухцилиндровый двигатель, установленный на данной модели, были позже приобретены инженером Арманом Пежо и компанией Panhard & Levassor для использования силового агрегата во Франции.
Интерес экспериментального автомобиля на всемирной выставке со стороны иностранных предпринимателей принёс компаньонам коммерческий успех, в результате которого была основана компания Daimler-Motoren-Gesellschaft — крупнейшее автомобилестроительное предприятие в Европе.

## История

### Предпосылки

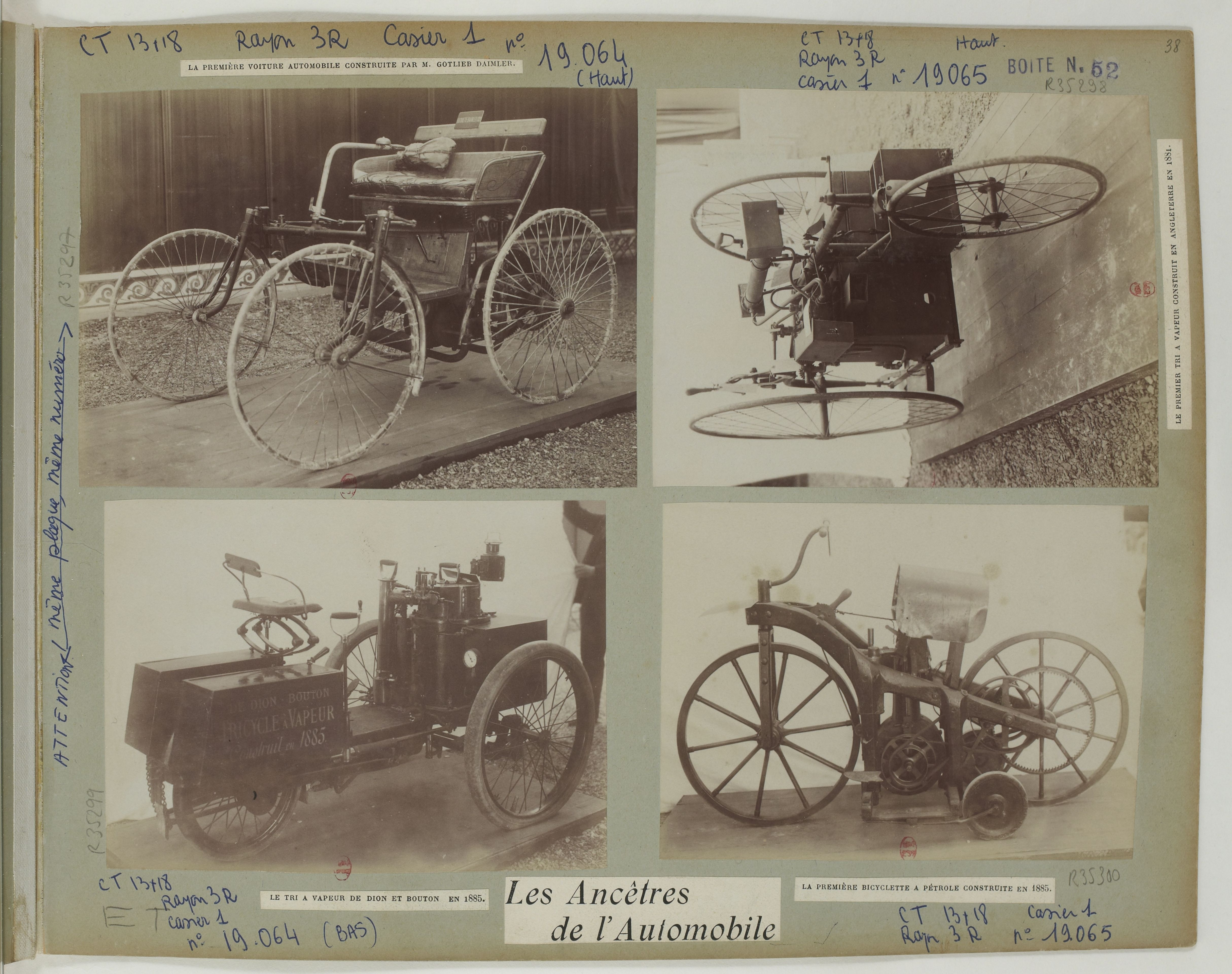
Фото из коллекции Жюля Бо: первые в истории автомобили и мотоцикл, 1899 год

Конкуренты немецкого изобретателя Карла Бенца, Готлиб Даймлер и Вильгельм Майбах, с 1872 года работали на предприятии Gasmotoren-Fabrik Deutz AG, принадлежавшем Николаусу Отто и Ойгену Лангену. Видя несовершенство продукции фирмы, друзья развивали идею создания более лёгкого и меньшего по размерам транспортного двигателя внутреннего сгорания чем те, что выпускались на заводе. Руководство «Deutz AG» не поддерживало начинания инженеров, в связи с чем в 1880 году Даймлер решил покинуть предприятие и открыть в Бад-Каннштадте собственное дело. В октябре 1882 года конструкторы основали собственную мастерскую на Таубенхаймштрассе. Оранжерею выкупленной виллы расширили за счёт пристройки, а подсобное помещение превратили в кабинет. В остальной части дома разместили мастерскую для испытаний. Даймлер и Майбах планировали разработать такой двигатель, который можно было бы использовать как на суше, так и на воде и в воздушном пространстве.
В конце 1883 года немецкие конструкторы запатентовали свой первый двигатель, работавший на лигроине. Через два года был представлен более совершенный силовой агрегат с одиночным горизонтальным цилиндром. В том же 1885 году Майбах разработал и запатентовал испарительный карбюратор, что позволило вместо светильного газа использовать жидкое топливо. Новый двигатель внутреннего сгорания, собранный с учётом достижений инженеров, обладал вертикальным расположением цилиндров и генерировал мощность в 1 лошадиную силу. Эта конструкция впоследствии для демонстрации своих эксплуатационных характеристик была установлена на первый в мире мотоцикл с бензиновым двигателем — Daimler Reitwagen. Но на этом инженеры не остановились, так как их целью был лёгкий и мощный силовой агрегат, который можно было бы устанавливать на автомобили.

### Создание

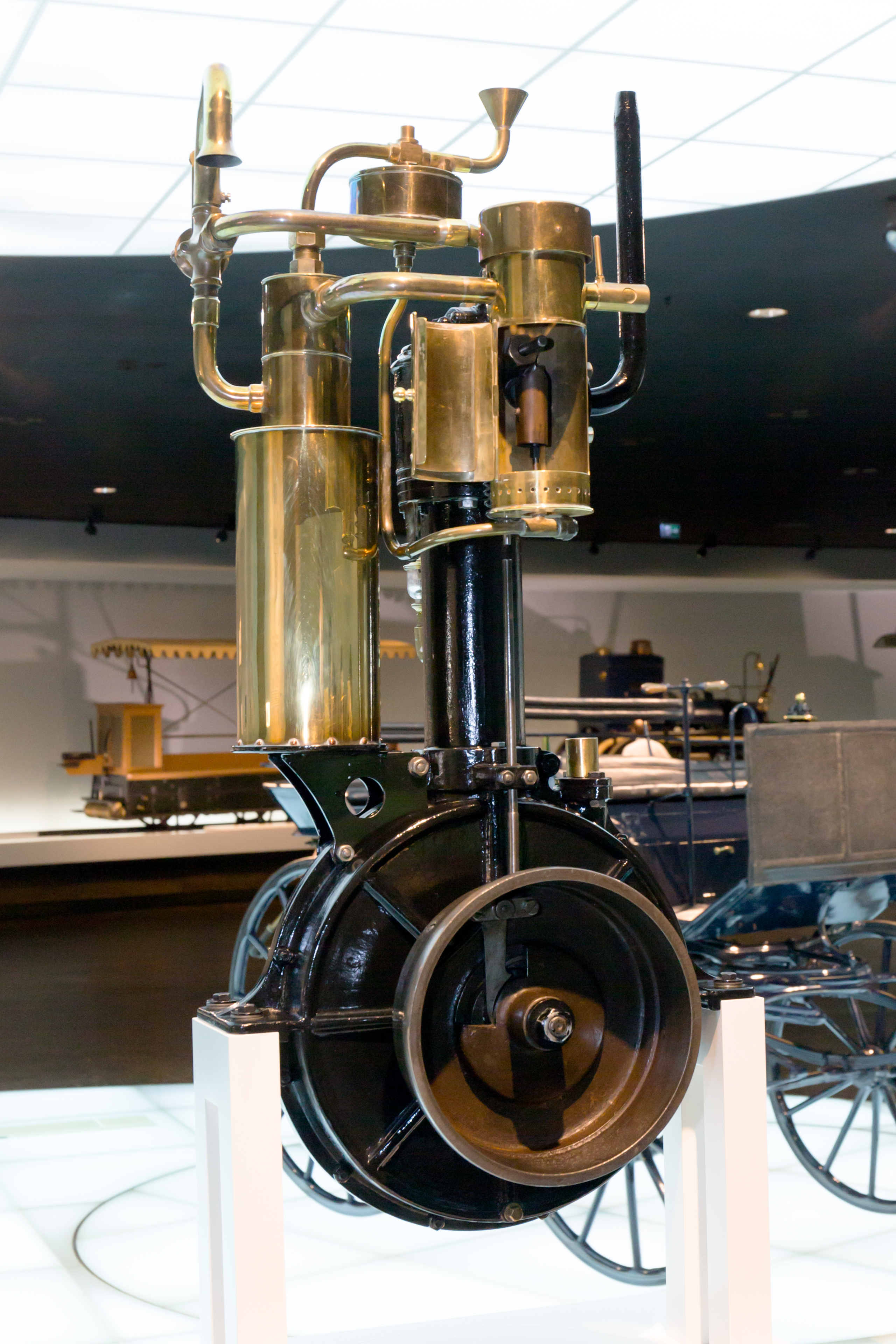
Двигатель Даймлера и Майбаха

Несмотря на консервативность некоторых взглядов Даймлера, стремление к совершенству и инновационности Майбаха сделало своё дело. Новая разработка Готлиба и Вилгельма, двухместный автомобиль «Daimler Stahlradwagen», был продемонстрирован в конце всемирной выставки в Париже 1889 года на стенде «автомобили и технический прогресс». На том же мероприятии была впервые представлена 300-метровая Эйфелева башня, которая по задумке должна была демонстрировать инженерные и технологические достижения Франции. Для привлечения внимания Готлиб Даймлер установил тридцать электрических лампочек — воплощение современной эпохи — вокруг своего стенда. Новая конструкция немецких изобретателей была полностью выполнена из стали, что соответствовало духу выставки. На ней впервые был установлен V-образный двигатель с двумя цилиндрами и трансмиссия из зубчатых шестерён. Тот же самый силовой агрегат уже устанавливался на моторную лодку «Neckar» и доказал жизнеспособность инновационной системы для применения их на воде после тестирования прототипа в реке Сена.
В отличие от «Benz Patent-Motorwagen», первого прототипа автомобиля от Карла Бенца, транспортное средство Даймлера оснащалось четырьмя колёсами (у конкурента их было три), что больше сближает его по внешнему виду с современными автомобилями. На уникальный силовой агрегат 9 июня 1889 года Вильгелмом Майбахом был получен патент DRP № 50839. Трубчатая рама автомобиля служила своеобразным радиатором — внутри неё циркулировала охлаждающая жидкость. Масса конструкции составляла 300 кг. Автомобиль имел огромный успех на выставке и сразу же нашёл своих первых заинтересованных клиентов.
Историческое значение модели «Daimler Stahlradwagen» заключается не только в её инновационных решениях: именно благодаря вниманию к новой разработке, французский инженер Арман Пежо принял решение прекратить выпускать велосипеды и паровые системы и начать собирать серийные автомобили по новой немецкой системе. С этой целью он наладил партнёрские отношения с Готлибом Даймлером, чем, в некотором роде, заложил основы автомобилестроения во Франции. Кроме того, разработкой заинтересовались инженеры Эмиль Левассор и Рене Панар. Первые французские автомобили были собраны Пежо в 1890 году и Панаром и Левассором в середине 1891 года. Кроме того, двигатели Даймлера и Майбаха также экспортировались по лицензии в Америку.
В 1890 году Готлиб и Вильгельм основали компанию Daimler-Motoren-Gesellschaft с целью налаживания производства двигателей внутреннего сгорания, а впоследствии и автомобилей. Модифицированная версия автомобиля «Daimler Stahlradwagen» продавалась компанией в период с 1892 по 1895 год под названием «Daimler Motorwagen». Она была разработана без участия Даймлера и Майбаха, так как последние покинули компанию в 1892 году. Ответственным за модификацию выступал Макс Шредтер, новый технический директор Daimler-Motoren-Gesellschaft. Тем не менее, ни Шредтер, ни его автомобиль не имели успеха и, как следствие, компания находилась на грани банкротства в середине 1895 года. Так продолжалось до тех пор, пока конструкторы вновь не возглавили предприятие, выведя его из бедственного положения.
На сегодняшний день репродукцию автомобиля «Daimler Stahlradwagen» можно найти в музее Mercedes-Benz в Штутгарте, Германия.

## Описание

### Дизайн

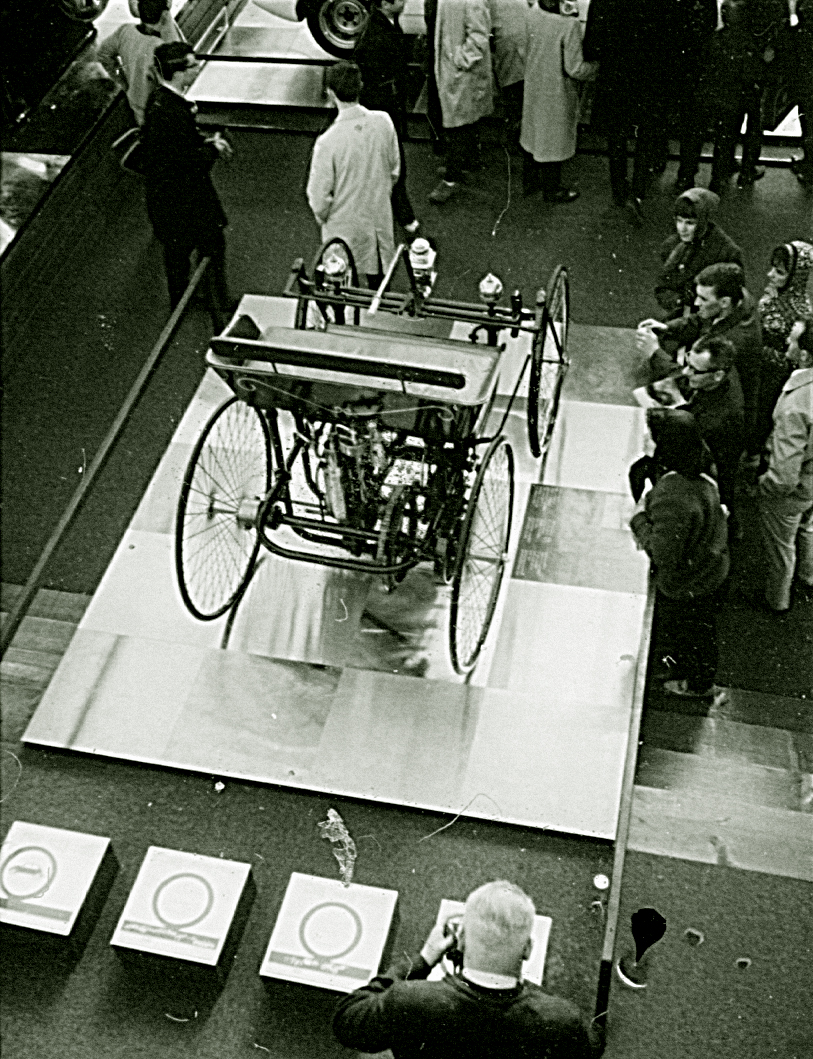
Автомобиль на выставке 1967 года, Германия

По внешнему виду транспортное средство было схоже с двухместной каретой без верха и напоминало два объединённых велосипеда, скреплённых сидячими местами. Тем не менее, его концепция и целостная конструкция была наиболее близка к привычным автомобилям: четыре почти одинакового размера колеса, рулевое управление, сидения для водителя и пассажира, мощный и компактный двигатель, тормозная система, коробка передач и система освещения. Все элементы конструкции были выполнены из стали. Спереди от рычага управления колёсами устанавливался латунный осветительный фонарь, а по бокам от него по обе стороны располагались блестящие медные шары, служившие расширительными бачками системы охлаждения.

### Двигатель
На автомобиле был установлен четырёхтактный бензиновый двухцилиндровый V-образный двигатель с водяным охлаждением и электронной системой зажигания. Силовой агрегат располагался вертикально в передней части задней оси под сиденьем. Рабочий объём составлял 565 см3. Угол между цилиндрами равнялся 17°. Диаметр цилиндров составлял 60 мм, ход поршня — 100 мм. Силовой агрегат генерировал мощность в 1,5 лошадиную силу при 700 оборотах в минуту. Основным преимуществом нового двигателя была его лёгкая конструкция — масса силового агрегата составляла всего 40 килограмм.
На автомобиле отсутствовал топливный бак — 2 литра топлива располагалось в карбюраторе.

### Шасси

#### Подвеска
Рама автомобиля с пружинной (небольшие цилиндрические пружины) подвеской была изготовлена из стальных труб на заказ компанией-производителем велосипедов «Neckarsulmer Stahlfabriken», которая впоследствии стала именоваться NSU Motorenwerke. Дополнительная трубчатая стальная рама была использована Майбахом в качестве канала для охлаждающей жидкости. Передний мост конструкции был сбалансирован на центральной горизонтальной оси, что делало систему изостатической. Рулевое колесо было характерным для своего времени и представляло рычаг, управлявший поворотом колёс при помощи каретных вилок через общую рулевую тягу. Рулевой механизм крепился к регулировочной оси недалеко от места расположения шарнира. На задней оси рядом с правым колесом Майбах установил герметичный конический дифференциал.

#### Трансмиссия
Проект четырёхколёсного автомобиля позволил Вильгельму Майбаху провести эксперименты с системой трансмиссии. В результате модель оснащалась четырёхступенчатой механической коробкой переключения передач с зубчатыми шестернями. Одна из пар зубьев постоянно находилась в работе в тот или иной момент времени. Первая передача позволяла автомобилю ехать со скоростью до 5 км/ч, четвёртая позволяла двигаться с максимально доступной скоростью. Задняя передача на модели отсутствовала. Привод на задние колёса осуществлялся через конусное сцепление, коробку передач и дифференциал.
Работоспособностью и возможностями коробки передач был восхищён инженер будущей компании Renault во время длительного тест-драйва в Париже. Благодаря своей конструкции и качествам она послужила образцом для многих последующих трансмиссий с зубчатыми передачами для легковых автомобилей. Единственным недостатком данной конструкции был тот факт, что технологии того времени не обеспечивали оптимальной прочности зубчатых шестерён, в связи с чем срок их службы оставлял желать лучшего.

#### Тормозная система
На левом заднем колесе автомобиля был установлен тормозной барабан с внешним ленточным тормозом, который управлялся при помощи рычага возле сиденья водителя. Ножной тормоз на модели отсутствовал.

#### Колёса и шины
На автомобиль «Daimler Stahlradwagen» устанавливались разноразмерные (задние — большие, передние — маленькие) стальные колёса каретного типа с проволочными спицами. Подобное решение было достаточно неординарным для тех времён как с точки зрения дизайна, так и конструкции, так как инженеры предпочитали использовать дерево при производстве. Шины для колёс были сделаны из вулканизированного каучука.